# Desigualdade regional no Brasil
- 1  Região Norte
- 2  Região Nordeste
- 3  Região Centro-Oeste
- 4  Região Sudeste
- 5  Região Sul

Mapa das regiões do Brasil definidas pelo IBGE:

A desigualdade regional no Brasil é uma das características mais marcantes do país, refletindo disparidades no desenvolvimento econômico, social e político entre suas diversas regiões. Essas desigualdades são um reflexo de um processo histórico que remonta à colonização, quando os modelos de exploração e desenvolvimento foram centrados principalmente em áreas costeiras e nas grandes monoculturas. Ao longo dos séculos, diferentes regiões foram se desenvolvendo de maneiras desiguais, com o Sudeste e o Sul concentrando os maiores recursos econômicos e industriais, enquanto o Norte e o Nordeste enfrentam grandes desafios relacionados a infraestrutura, acesso a serviços essenciais e índices de desenvolvimento humano. Esse desequilíbrio afeta diretamente a qualidade de vida da população, dificultando a mobilidade social e perpetuando a pobreza em áreas marginalizadas.

## Histórico
A desigualdade regional no Brasil tem raízes profundas que remontam ao período colonial, quando o modelo de exploração do país se concentrou principalmente na extração de riquezas nas áreas costeiras, com a mão de obra escravizada sendo utilizada nas grandes plantações de açúcar. Durante o ciclo do açúcar, o Nordeste foi a principal região produtora, gerando uma concentração de riqueza e poder, mas também criando desigualdades que perdurariam por séculos.
No entanto, à medida que o Brasil se industrializou, especialmente a partir do final do século XIX e ao longo do século XX, outras regiões começaram a concentrar mais recursos e investimentos. O Sudeste emergiu como o principal centro industrial e financeiro, com destaque para São Paulo, que se consolidou como o motor da economia nacional. A industrialização no Sudeste atraiu investimentos, gerou empregos formais e criou um polo econômico que se distanciava das regiões periféricas, como o Norte do Brasil e o Nordeste, que permaneciam mais dependentes de atividades agrícolas e monoculturas, como a cana-de-açúcar no Nordeste e a soja no Centro-Oeste.
A centralização econômica foi intensificada no período pós-Grande Depressão de 1929, com os capitais dos barões do café sendo redirecionados para a indústria. No entanto, o modelo de desenvolvimento adotado, especialmente durante a ditadura militar (1964-1985), priorizou grandes projetos de infraestrutura e industrialização nas regiões mais desenvolvidas, como o Sudeste e o Centro-Oeste, e negligenciou a periferia do país, aprofundando ainda mais a disparidade regional. Além disso, a falta de políticas públicas direcionadas ao desenvolvimento das regiões mais carentes contribuiu para a perpetuação das desigualdades. Durante grande parte do século XX, as políticas de incentivo à indústria e ao mercado interno concentraram-se nas regiões mais desenvolvidas, enquanto o Norte e o Nordeste eram marginalizados, o que impediu o desenvolvimento de infraestrutura e a criação de empregos formais nessas áreas.

## Características
A desigualdade regional no Brasil se reflete em diversas áreas, como a economia, a infraestrutura e o acesso a serviços públicos essenciais. As disparidades entre as regiões são evidentes, com o Sudeste e o Sul apresentando índices de desenvolvimento superiores em comparação com o Norte e o Nordeste. Essas desigualdades se manifestam de forma particularmente acentuada em alguns aspectos:

### Disparidade econômica
Uma das características mais marcantes da desigualdade regional no Brasil é a disparidade econômica entre as regiões. O Sudeste, liderado pelo estado de São Paulo, concentra grande parte do Produto Interno Bruto (PIB) do país, sendo responsável por uma significativa parcela da industrialização, comércio e serviços. Em contraste, o Norte e o Nordeste apresentam PIBs per capita significativamente menores, com economias predominantemente baseadas em setores primários, como agricultura e extrativismo, e com menos indústrias de grande porte. A industrialização de regiões como o Sudeste impulsionou a criação de mais empregos formais, melhores condições de trabalho e um maior dinamismo econômico. Já nas regiões Norte e Nordeste, a falta de infraestrutura e a limitada diversificação da economia dificultam a criação de polos industriais e a atração de investimentos.

### Infraestrutura e acesso a serviços públicos
A infraestrutura é outro ponto em que a desigualdade regional se evidencia de forma clara. O Sudeste e o Sul do Brasil possuem uma infraestrutura mais desenvolvida, com rodovias, portos, aeroportos e sistemas de transporte público mais eficientes. Isso contribui para a mobilidade das pessoas e o escoamento de mercadorias, favorecendo o crescimento econômico. Em contraste, a infraestrutura da Região Norte e a infraestrutura do Nordeste enfrentam dificuldades estruturais graves. Muitas cidades dessas regiões não possuem acesso adequado a saneamento básico, transporte público de qualidade e até mesmo acesso a energia elétrica. A falta de infraestrutura nas regiões mais afastadas, como na Amazônia e em áreas rurais do Nordeste, agrava ainda mais a desigualdade, dificultando o acesso da população a serviços essenciais e limitando as oportunidades de desenvolvimento. Além disso, o acesso à saúde e à educação é desigual entre as regiões. Enquanto o Sudeste e o Sul possuem um sistema de saúde mais bem estruturado, com hospitais e unidades de saúde bem equipados, a exemplo da infraestrutura de São Paulo, o Nordeste e o Norte enfrentam a carência de unidades de atendimento de qualidade, com longas distâncias a percorrer para acessar cuidados médicos.

### Desigualdade no mercado de trabalho
O mercado de trabalho brasileiro também reflete a desigualdade regional, com taxas de desemprego mais elevadas no Norte e no Nordeste, em comparação com o Sudeste e o Sul. Nas regiões mais desenvolvidas, a indústria e o setor de serviços oferecem uma ampla gama de empregos formais, enquanto nas regiões mais carentes, a economia ainda é fortemente dependente de setores informais, como a agricultura de subsistência e o comércio de pequeno porte. Além disso, as oportunidades de qualificação profissional e de acesso ao ensino superior também variam significativamente. O Sudeste e o Sul concentram as melhores universidades e centros de pesquisa do país, enquanto o Nordeste e o Norte enfrentam desafios no acesso à educação de qualidade, com altas taxas de evasão escolar e analfabetismo. A desigualdade no mercado de trabalho também está relacionada à renda. Os estados mais ricos do Sudeste têm uma renda per capita bem mais alta, enquanto os estados do Norte e Nordeste apresentam rendimentos muito abaixo da média nacional, refletindo a falta de oportunidades de emprego formal e qualificado.

### Concentração de renda
Entre 1950 e 1990, a divisão regional de renda ficou praticamente inalterada, com algum crescimento da participação das regiões Centro-Oeste e Norte, em decorrência da expansão da fronteira agrícola. Em 1990, a região Sudeste, com 42% da população brasileira, respondia por quase 60% da renda do país, ao passo que o Nordeste, com 30% da população, possuía 15% da renda.
De acordo com estudo do IBGE, em 2008, em 32,9% dos municípios a administração pública continua responsável por um terço da economia, mostrando a dependência do fomento público para manutenção econômica.
A riqueza está concentrada em poucos municípios e foi ampliada em decorrência da centralização de gastos e investimentos públicos, o que causou o congelamento e desestímulo aos desenvolvimentos regional e local.
Educação, trabalho, reforma agrária, transporte e planejamento urbano incipientes provocaram a migração em massa para os grandes centros urbanos, especialmente nas décadas de 60 e 70, o que gerou a formação e o inchaço de aglomerados subnormais - formado por mais de 11,4 milhões de pessoas - que incluem favelas, mocambos, palafitas e outros conjuntos irregulares e carentes de serviços públicos.
Em 1920, os 10% municípios economicamente mais ricos tinham 55,4% de participação no PIB, ampliaram para 72,1% em 1970 e para 78,1% em 2007.
Estudo do IBGE, divulgado em 2010 com dados relativos a 2008, mostrou que seis capitais brasileiras — São Paulo, Rio de Janeiro, Brasília, Curitiba, Belo Horizonte e Manaus — concentravam 25% do PIB do país.  De acordo com o mesmo estudo, as diferenças regionais em cada estado também são claras, visto que, em 2008, os cinco maiores municípios do Amazonas eram responsáveis por 88,1% do PIB estadual, assim como no Amapá (87,6%) e Roraima (85,4%).
Resultado parecido também foi obtido em outro estudo do IBGE divulgado em 2011 com dados de 2005 a 2009 ao detectar que aproximadamente 25% de toda a geração da renda brasileira estava concentrada em cinco municípios (12,6% da população nacional): São Paulo (12,0%), Rio de Janeiro (5,4%), Brasília (4,1%), Curitiba (1,4%) e Belo Horizonte (1,4%).
O Brasil é considerado o país menos desigual da América Latina, embora as capitais Goiânia, Fortaleza, Belo Horizonte, Brasília e Curitiba estejam entre as cidades mais desiguais do mundo entre 141 cidades de países em desenvolvimento e ex-comunistas, segundo aponta relatório da ONU divulgado em 2010.
Dados da pesquisa Contas Regionais do Brasil 2005-2009, realizada pelo IBGE e divulgada em 2011, mostram que, em 2009, oito estados concentravam 78,1% da riqueza econômica do país. Apenas o estado de São Paulo tinha 33,5% de participação na economia nacional em 2009, ao passo que em 2008 concentrava 33,1%.
A renda discrepante também é perceptível na forma de acesso à oferta de alimentos. Segundo Pesquisa de Orçamentos Familiares (POF) 2008-2009, a partir de uma amostragem formada por 60 mil domicílios urbanos e rurais, 35,5% das famílias brasileiras não têm a quantidade mensal suficiente de alimentos, mesmo em um contexto de uma agropecuária eficiente e competitiva e um custo de alimentação considerado baixo para os padrões mundiais. Esse mesmo indicador mostra a desigualdade entre as regiões brasileiras: no Norte, essa parcela equivale a 51,5% das famílias; no Nordeste, a 49,8%; no Centro-Oeste, 32%; no Sudeste, 29,4%; e no Sul, 22,9%.
Uma pesquisa do Ipea, divulgada em 2011, estima que 39,5% dos brasileiros não têm uma conta bancária, cujo acesso depende da renda. Este indicador também mostra as desigualdades regionais, ao apurar que a exclusão bancária atinge 52,6% dos nordestinos e 30% dos sulistas.

#### Causas
Motivos históricos são apontados como responsáveis pelas diferenças regionais, como:
- falta de políticas públicas para a inclusão social da massa populacional vinda abruptamente do processo escravista;[13]
- o processo de industrialização de cunho concentrador;[13]
- a divisão de terras em latifúndios e voltada para uma minoria;[13]
- as baixas taxas de absorção e remuneração da mão de obra e crises econômicas acompanhadas por longos períodos inflacionários mais sentidas pelas classes menos favorecidas.[13]

Algumas regiões não conseguem avançar em decorrência do isolamento geográfico e da ineficiência do poder público para atender várias demandas, como desenvolver a infraestrutura básica, atrair investimentos e gerar empregos. Alguns municípios não conseguem organizar-se localmente.
Outras condições climáticas, assim como as do solo, são elementos que dificultam o progresso em algumas regiões.
A região com maior concentração de pobreza é o Nordeste, que possui áreas com altos índices de miséria e desnutrição, devido a uma estrutura socioeconômica frágil e marcada pela desigualdade social, ocasionalmente agravada pelas secas periódicas da região e inexistência de rios, que impedem o desenvolvimento da agricultura.
Em alguns municípios os investimentos não foram acompanhados por investimentos em municípios próximos, causando inchaço populacional e violência. Em Brasília, que tem o segundo maior PIB per capita do Brasil, o plano de desenvolvimento da capital do país não contemplou as cidades do entorno e resultou na explosão da violência em cidades como Luziânia, onde, a cada mil jovens de 12 a 18 anos, 5,4 morrem assassinados - o maior Índice de Homicídios na Adolescência da Região Centro-Oeste.

#### Migrações internas
De acordo com o Censo 2010, 37,3% da população brasileira não morava no município de origem.
De acordo com estudo do Ipea, as migrações internas diminuíram no Brasil de 1995 a 2008. Em 1995, os migrantes eram aproximadamente 4 milhões de pessoas (ou 3% da população) e, em 2008, esse número passou para 3,3 milhões ou 1,9% da população.
Entre 2002 e 2007, os fluxos migratórios foram majoritários do Sudeste para o Nordeste, mas, em 2008, a região Sudeste voltou a ser o principal destino de migrantes no País. O perfil predominante do migrante, neste caso, é a busca pelo trabalho formal, especialmente pela origem marcada pela baixa escolaridade e salários baixos.
Em outra região, o migrante costuma ter uma média salarial superior à dos não migrantes, mas uma jornada média de trabalho de 45 horas semanais.
O último censo demográfico realizado no Brasil detectou que a região Centro-Oeste tem a maior proporção de pessoas de origem diferente morando nos seus municípios (51,9%) e também de outras unidades da federação (32,9%), ao passo que o Nordeste demonstra ser a região com menor capacidade de atração populacional com 29,4% e 7,0%, respectivamente.
- Décadas de 60 a 80
- Décadas de 80 a 90
- Década de 90 em diante

## Indicadores
Para compreender de forma mais detalhada a magnitude da desigualdade regional no Brasil, é necessário analisar indicadores específicos que refletem as condições de vida, o desenvolvimento econômico e o acesso a direitos básicos entre as diferentes regiões do país. Os principais indicadores que evidenciam essas disparidades incluem o PIB per capita, o Índice de Desenvolvimento Humano (IDH), a taxa de escolarização, a expectativa de vida e o acesso a serviços de saúde e educação.
O Produto Interno Bruto (PIB) per capita é um dos indicadores mais utilizados para mensurar a desigualdade econômica entre as regiões do Brasil. O Sudeste, especialmente o estado de São Paulo, lidera o país com um PIB per capita muito superior ao de outras regiões. Isso reflete a concentração de riqueza e o dinamismo da economia nas áreas industriais e de serviços dessa região. Em comparação, o Norte e o Nordeste apresentam PIBs per capita muito mais baixos, em grande parte devido à dependência de economias baseadas na agricultura de subsistência e atividades extrativistas, que geram menos valor agregado e não oferecem as mesmas oportunidades de emprego e crescimento. Esse desequilíbrio reflete diretamente as diferenças no nível de industrialização e nos setores que predominam em cada região. As regiões mais desenvolvidas, como o Sudeste, são grandes polos de indústria, comércio e serviços, enquanto as regiões mais pobres, como o Nordeste, dependem ainda de setores primários com menor valor agregado.
O Índice de Desenvolvimento Humano (IDH) é um indicador composto que mede o progresso de um país ou região em três áreas fundamentais: educação, saúde e renda. O IDH no Brasil também revela disparidades significativas entre as regiões. Estados do Sudeste, como São Paulo, Rio de Janeiro e Minas Gerais, têm IDHs elevados, o que reflete melhores condições de vida, acesso a serviços de saúde e educação de qualidade, além de uma renda per capita mais alta. Por outro lado, estados do Nordeste e do Norte, como Maranhão, Piauí, Alagoas e Acre, apresentam os menores índices de IDH, principalmente devido ao baixo nível de escolarização, serviços de saúde precários e maiores taxas de pobreza. Isso destaca a persistente disparidade no acesso a direitos básicos e na qualidade de vida, o que dificulta a mobilidade social e perpetua a desigualdade.
A taxa de escolarização e as taxas de analfabetismo também são indicadores cruciais da desigualdade regional no Brasil. Enquanto o Sudeste e o Sul do país apresentam taxas de alfabetização elevadas e altas taxas de escolarização em todos os níveis de ensino, o Nordeste e o Norte enfrentam desafios significativos em relação à evasão escolar e ao analfabetismo, especialmente em áreas rurais e periféricas. A falta de infraestrutura educacional, escolas de qualidade e programas de capacitação voltados para a população mais jovem impede que muitos jovens dessas regiões tenham acesso a uma educação adequada, o que, por sua vez, afeta diretamente suas perspectivas de trabalho e mobilidade social. As disparidades educacionais entre as regiões contribuem para a manutenção das desigualdades de renda e a perpetuação da pobreza.
Outro importante indicador da desigualdade regional é a expectativa de vida, que está diretamente relacionada ao acesso a serviços de saúde de qualidade. O Sudeste, com a melhor infraestrutura hospitalar e maior acesso a tratamentos médicos de ponta, tem uma expectativa de vida média mais alta. Já no Norte e Nordeste, especialmente em áreas rurais e periféricas, o acesso à saúde ainda é limitado, o que resulta em uma expectativa de vida significativamente mais baixa. A falta de acesso a saneamento básico, hospitais públicos mal equipados e a escassez de profissionais de saúde em determinadas regiões são fatores que contribuem para os altos índices de mortalidade infantil, doenças evitáveis e a disparidade na qualidade de vida entre as regiões. A desigualdade no acesso à saúde também se reflete nas diferentes taxas de incidência de doenças como HIV/AIDS, tuberculose, doenças cardiovasculares e mortalidade materna.
Além dos indicadores econômicos e sociais, o acesso a serviços públicos como energia elétrica, saneamento básico, transporte público e segurança pública também reflete a desigualdade regional no Brasil. Enquanto o Sudeste e o Sul possuem uma rede de serviços públicos mais eficiente e universalizada, no Norte e Nordeste, muitas cidades ainda enfrentam dificuldades no fornecimento desses serviços. A falta de infraestrutura básica e de serviços essenciais contribui para a manutenção da pobreza e da marginalização das populações que vivem em regiões menos favorecidas. Além disso, a segurança pública é um grande desafio em muitas regiões mais carentes, onde a violência e o tráfico de drogas são mais prevalentes, enquanto em áreas do Sudeste, a presença do Estado é mais forte e estruturada.

## Consequências
Uma das principais consequências da desigualdade regional é o aumento da pobreza, especialmente nas regiões do Nordeste e do Norte, onde a concentração de riqueza é muito menor em comparação com o Sudeste e o Sul. A falta de investimentos em infraestrutura, educação, saúde e geração de empregos formais contribui para a perpetuação da pobreza nessas regiões, criando um círculo vicioso difícil de quebrar.
A exclusão social é outra consequência direta da desigualdade regional. Regiões com menor nível de desenvolvimento enfrentam dificuldades para promover a inclusão social de suas populações, com muitos indivíduos e famílias vivendo em condições precárias, sem acesso adequado a direitos básicos como saúde, educação e moradia. Esse quadro perpetua a marginalização e as desigualdades entre os grupos sociais e aumenta as desigualdades intergeracionais, ou seja, a dificuldade das próximas gerações em romper com a pobreza.
A desigualdade regional também se reflete no acesso desigual a direitos básicos. Enquanto as regiões mais desenvolvidas, como o Sudeste, têm maior acesso a serviços de saúde, educação e segurança, as regiões mais carentes, como o Norte e o Nordeste, enfrentam sérias limitações em termos de infraestrutura e qualidade desses serviços. Esse desequilíbrio no acesso a serviços essenciais agrava ainda mais as condições de vida da população e impede que as pessoas nas regiões mais pobres possam alcançar o mesmo nível de bem-estar e oportunidades que as de regiões mais prósperas. Além disso, a desigualdade de acesso à educação limita as oportunidades de desenvolvimento pessoal e profissional, deixando as pessoas de regiões mais pobres em desvantagem em relação àqueles que têm acesso a um sistema educacional de qualidade. Isso contribui para a baixa mobilidade social e perpetua a disparidade de renda.
Outra consequência da desigualdade regional no Brasil é a concentração de poder nas regiões mais desenvolvidas, especialmente no Sudeste, onde as principais decisões políticas, econômicas e empresariais são tomadas. Essa concentração de poder político e econômico limita a representatividade das regiões mais pobres, resultando em políticas públicas que muitas vezes não atendem às necessidades específicas das populações dessas áreas. Além disso, a concentração de oportunidades de emprego e crescimento econômico nas grandes metrópoles do Sudeste e Sul faz com que muitas pessoas migrem em busca de melhores condições de vida, o que agrava a fuga de cérebros e a depopulação de áreas mais carentes, como o interior do Nordeste e o Norte. Esse movimento populacional pode acirrar ainda mais as disparidades econômicas entre as regiões e enfraquecer as economias locais.
As disparidades regionais também contribuem para o aumento da violência e da instabilidade social. Em regiões como o Nordeste e o Norte, onde as condições de vida são mais precárias, o tráfico de drogas, a violência urbana e os conflitos sociais tendem a ser mais frequentes. A ausência de políticas públicas eficazes para combater a desigualdade e melhorar a segurança nas áreas mais carentes resulta em uma instabilidade social que afeta diretamente a vida das pessoas. Além disso, a violência estrutural, que tem suas raízes na desigualdade socioeconômica, pode levar ao agravamento das tensões sociais e aumentar os índices de criminalidade, criando um ciclo de insegurança e desconfiança nas instituições públicas. A falta de confiança nas políticas de segurança pública também pode levar a uma maior marginalização e a um afastamento da população das instituições governamentais, comprometendo a eficácia de qualquer tentativa de promoção da justiça e da paz social.
A desigualdade regional também impõe sérios desafios para o desenvolvimento sustentável no Brasil. Para que o país consiga alcançar um crescimento inclusivo e sustentável, é necessário que as políticas de desenvolvimento atendam de forma equitativa todas as regiões, garantindo que áreas mais carentes tenham acesso às mesmas oportunidades de desenvolvimento econômico, social e ambiental. O desmatamento e a exploração dos recursos naturais no Norte e no Nordeste, muitas vezes associados a modelos de desenvolvimento predatórios, são um reflexo dessa desigualdade e podem comprometer os esforços de conservação ambiental e de promoção de um futuro sustentável para o país. A falta de políticas ambientais que integrem as regiões mais pobres no processo de desenvolvimento sustentável agrava ainda mais as disparidades e coloca em risco o equilíbrio ecológico e as condições de vida das futuras gerações.

## Políticas públicas
As desigualdades regionais no Brasil refletem grandes disparidades em áreas como saúde, educação, infraestrutura e condições econômicas, especialmente entre as regiões Norte, Nordeste e outras mais desenvolvidas. Para enfrentar esse desafio, o país tem adotado diversas políticas públicas com o objetivo de promover um desenvolvimento mais equilibrado.
Entre as principais iniciativas, destaca-se o Bolsa Família e tem sido essencial no combate à pobreza, especialmente no Norte e Nordeste. O Pronatec, que oferece cursos técnicos e profissionalizantes, também tem contribuído para qualificar a população dessas regiões e aumentar as chances de inserção no mercado de trabalho. Além disso, o PAC (Programa de Aceleração do Crescimento) foi uma das grandes apostas em infraestrutura, priorizando investimentos em áreas mais carentes. A expansão do uso de energias renováveis, como a solar e eólica, tem ganhado força no Nordeste, promovendo um desenvolvimento sustentável e criando novos empregos.
Para fomentar o desenvolvimento regional, o Brasil conta com programas como a SUDAM e a SUDENE, que oferecem incentivos fiscais e financiamentos para atrair empresas e investimentos. A Zona Franca de Manaus, por exemplo, tem se mostrado eficaz em gerar empregos e estimular a economia local. Também há investimentos em rodovias como a BR-163 e BR-319, além da rodovia Transamazônica, que promove a integração regional e melhoram a conectividade e o escoamento da produção em regiões isoladas. A educação também desempenha um papel crucial na redução das desigualdades. Programas como o ProUni e o FIES ampliam o acesso ao ensino superior, principalmente para estudantes das regiões menos favorecidas. As universidades federais e institutos federais criados em diversas regiões também contribuem para a formação de profissionais e o desenvolvimento local. Além disso, a política de cotas tem garantido mais oportunidades de acesso a esses espaços. Em relação ao setor produtivo, o Proagro e o crédito rural têm sido instrumentos importantes para apoiar a agricultura familiar e estimular a produção em áreas do Norte e Nordeste. O turismo, particularmente no Nordeste, também tem gerado uma fonte significativa de emprego e renda.